# Morning Star (The Walking Dead)
"Morning Star" é o décimo primeiro episódio da décima temporada da série de televisão de terror pós-apocalíptico The Walking Dead. Esse episódio foi escrito por Vivian Tse e Julia Ruchman e dirigido por Michael Satrazemis. Esse episódio é focado em Hilltop, onde os sobreviventes se preparam para lutar contra a horda de Alpha. 
O episódio foi exibido originalmente nos Estados Unidos pela AMC em 8 de março de 2020, e no Brasil pela Fox no dia seguinte, 9 de março.

## Enredo
Na floresta, Beta (Ryan Hurst) usa suas facas para remover a casca das árvores próximas, a fim de extrair a seiva, que está sendo colhida por diversos Sussurradores. Enquanto isso, Alpha (Samantha Morton) entrega um ramo a Negan (Jeffrey Dean Morgan) e ordena que ele chicoteie o braço dela, e em seguida ela faz o mesmo com ele. Mais tarde, os Sussurradores marcham com sua horda. Beta sussurra "nós somos o fim do mundo", seguido pelos outros Sussurradores. Alpha continua o sussurro dizendo "nós pegaremos todos", enquanto Negan marcha ao lado dela, agora com sua própria máscara de pele. Em Hilltop, Eugene (Josh McDermitt) está procurando um disco de música enquanto Stephanie (Margot Bingham) fala sobre cometas, observando que ela viu três na noite passada. Eugene está frustrado por não encontrar o disco, então Stephanie o encoraja a cantar a música, mas Eugene não se considera capaz. Stephanie então pergunta quantos cometas Eugene viu, e ele responde quatro. Stephanie fica levemente irritada por Eugene estar na liderança, e alerta que é melhor ele não contar satélites, revelando que ela viu um deles cair recentemente. Eugene percebe que o satélite que ela observou é o mesmo que caiu perto de Oceanside, levando Stephanie a concluir que seus grupos estão localizados relativamente próximos um do outro. Animado por saber disso, Eugene revela que seu grupo está localizado na Virgínia e propõe uma reunião presencial, permitindo que Stephanie escolha a hora e o local. Stephanie relutantemente concorda em conversar com seu grupo, mas pede a Eugene que não faça o mesmo. Eugene promete ficar quieto.
Do lado de fora da Barrington House, Alden (Callan McAuliffe) e Earl (John Finn) estão construindo defesas nos muros da comunidade, quando avistam um grupo de alexandrinos se aproximando, embora nenhum deles reconheça Mary (Thora Birch). Quando Earl pergunta a Aaron (Ross Marquand) sobre, ele revela que Mary é uma ex-sussurradora que deseja ver seu sobrinho, Adam. Earl rapidamente nega, não confiando em Mary. Alden concorda com Earl e garante que eles só permitirão que os alexandrinos vejam Adam (Austin Freeman). Ezekiel (Khary Payton) encontra Carol (Melissa McBride) meditando no antigo acampamento de Daryl (Norman Reedus) e se oferece para confortá-la, mesmo que ela afirme que ele não precisa. De volta a Hilltop, Kelly (Angel Theory) deseja se juntar à equipe de busca de Luke (Dan Fogler) na tentativa de resgatar sua irmã, enquanto Luke a adverte, pois seu tornozelo está machucado. Yumiko (Eleanor Matsuura) pergunta a Kelly sobre as últimas palavras de Magna (Nadia Hilker) para ela, mas Kelly as considera sem importância, pois acredita que eles resgatarão as duas e descarta a possibilidade de que eles estejam mortas. Irritada com o questionamento de Yumiko, Kelly pergunta por que ela está indo com eles se acha que Magna e Connie (Lauren Ridloff) estão mortas. Eles são interrompidos pela chegada de Daryl e Lydia (Cassady McClincy), que revelam que Alpha está chegando. Procurando por Eugene, Rosita (Christian Serratos) sobe até o sótão, onde ouve Stephanie no rádio tentando entrar em contato com Eugene. Intrigada com a voz misteriosa, Rosita responde o rádio e pergunta quem é, enquanto Eugene desce desesperadamente do andar superior para tentar impedir que Rosita responda. Furiosa por Rosita ter feito ele quebrar sua promessa a Stephanie, Eugene a expulsa.
No bosque, Negan se aproxima de Alpha e propõe que ela faça Alexandria e Hilltop se renderem em vez de destruí-las, adicionando assim suas populações aos Sussurradores. Alpha pede que ele explique. Em Hilltop, Yumiko instrui Felix (Gianni Biasetti Jr.) e Penny (Kristin Reyelt) a avisar por rádio assim que verem os Sussurradores se aproximando. Ela então se junta à discussão sobre o que deve ser feito. Lydia acha que eles deveriam correr, explicando que, mesmo que a explosão na caverna destruísse metade da horda, Alpha ainda teria milhares de caminhantes. Earl acha que os Sussurradores podem ignorá-los e partirem para Alexandria primeiro, mas Lydia nega isso. Jerry (Cooper Andrews) deseja ficar e lutar, enquanto Dianne (Kerry Cahill) concorda com Lydia, acreditando que eles podem se reconstruir em outro local. Earl no entanto, acha que eles nunca encontrarão um lugar tão bom quanto Hilltop. Enquanto Yumiko aponta que eles estão em menor número, Earl insiste que a luta é o melhor curso de ação e, mesmo que eles morram, eles morrerão por um lugar que significa alguma coisa. Aaron ressalta que também há crianças em Hilltop. Daryl concorda que eles devem tirar as crianças primeiro e instrui os outros a fazerem as malas e se reagruparem em Oceanside. Enquanto as crianças entram na carroça, Judith (Cailey Fleming) expressa um desejo de ficar e lutar, mas Daryl rapidamente rejeita. Ele então vê Carol e Ezekiel chegando, mas não os cumprimenta. A caravana não chega muito longe, pois eles chegam em um obstáculo na estrada, onde Felix e Penny estão mortos. Daryl identifica isso como uma das táticas de Negan e conclui que todas as outras estradas também estarão bloqueadas, tornando impossível a saída. A caravana retorna a Hilltop, com Daryl informando os outros da situação. Luke sugere pedir reforços para Alexandria, mas Dianne não acha que nem Alexandria nem Oceanside possam chegar a eles a tempo. Earl está confiante de que Hilltop está preparada e tenta reunir todos para a batalha. Mais tarde, Ezekiel prepara sua armadura, quando Carol bate na porta e entra. Ela percebe as protuberâncias no pescoço dele e Ezekiel admite tristemente que ele queria contar a Carol sobre sua condição, quando ela de repente o beija. No andar de baixo, Mary vê Adam e tenta falar com ele, mas é interceptada por Alden, que a impede. Apesar dos apelos de Mary e das tentativas de Aaron de argumentar com ele, Alden permanece inflexível e mantém Adam longe de Mary.
Ezekiel diz que o que ele e Carol fizeram foi divertido, embora Carol afirme que isso nunca foi um problema. Ezekiel brinca sobre ser pelo menos lembrado com carinho por alguma coisa, e observa que Carol perdeu o senso de humor. Carol afirma que simplesmente o deixou "em uma cômoda no Reino" antes que ela queimasse. Ezekiel diz que ele também deixou seu orgulho lá. Ele então pergunta a Carol se o encontro deles teria acontecido se eles não achassem que iriam morrer à noite, e Carol diz brincando: "Espere ... vamos morrer hoje à noite?". Eles riem. Fora de Hilltop, Eugene está calibrando a cerca elétrica quando Rosita chega. Ela diz que falou com Gabriel (Seth Gilliam) e que Coco está bem. Eugene pergunta se ela contou a ele sobre a horda, mas ela diz que não. Rosita diz que pensou que Eugene estaria trabalhando no rádio, mas ele revela que não houve novas transmissões. Rosita supõe que Eugene goste da garota no rádio, mas ele acredita que ela não falará com ele novamente após o desastre anterior. Rosita garante que a garota gosta dele, antes de convidar Eugene a beijá-la de repente. Ele se inclina, mas é incapaz de beijá-la. Eugene observa como é peculiar querer beijar alguém que ele nunca conheceu, enquanto Rosita acha isso agradável. Ela o encoraja a tentar reconquistar Stephanie. Lydia olha as gravuras que Henry (Matt Lintz) fez para ela, quando Carol senta ao seu lado. Depois de acender um cigarro, Carol diz que Lydia deve odiá-la, e ela diz que é difícil para ela, pois Carol já parece se odiar tanto. Carol promete matar Alpha, mas Lydia ressalta que isso não os salvará. Carol responde que será bom e pergunta se Lydia a odiará então. Lydia afirma friamente que não estará pensando em Carol. Carol ri e agradece por dizer a verdade. Lydia observa que as pessoas não sabem mais como lidar com isso, então elas simplesmente se afastam. Carol diz tristemente que ela teve uma vida, e Lydia responde "eu sei". Luke e Kelly estão fazendo mais defesas para Hilltop, quando Yumiko chega e pede desculpas a Kelly por ser "uma idiota". Kelly rapidamente a perdoa com um abraço, e diz estar confiante de que eles receberão Connie e Magna de volta. Eles são subitamente interrompidos por dezenas de ratos que que correm da floresta. Yumiko rapidamente percebe que a horda está chegando e ordena que todos se preparem.
Enquanto todos equipam suas armas e armaduras, Eugene tenta fazer com que Stephanie responda, cantando "When the Wild Wind Blows" pelo rádio. Depois de um tempo, Stephanie se junta, para a alegria de Eugene. Stephanie pede desculpas por desaparecer, explicando que ficou assustada ao ouvir alguém responder, embora Eugene afirme que foi culpa dele. Stephanie pergunta quem foi a garota que respondeu e conclui que Eugene deve gostar dela. Eugene descreve Rosita como sua "melhor amiga" e diz que espera que Stephanie a encontre algum dia. Ele continua dizendo que os últimos dias de conversa com Stephanie foram incríveis. Stephanie pede Eugene para encontrar seu grupo em Charleston, Virgínia Ocidental e define a data do encontro. Eugene aceita. Logo depois disso, Rosita vem buscá-lo para a batalha e Eugene a segue com confiança, afirmando que ele tem um "encontro". No andar de baixo, Ezekiel está prendendo sua armadura quando Daryl se aproxima dele. Percebendo os caroços no pescoço de Ezequiel, Daryl pergunta se ele está bem. Ezekiel conta sobre o câncer, mas diz que está tudo bem. Daryl diz que sente muito por isso e reconhece que, embora ele e Ezekiel nunca tenham se dado muito bem, ele e os outros ficam felizes em tê-lo lá. Ezekiel agradece a Daryl por suas amáveis palavras. Os dois prometem que caso um deles morra na batalha, o outro irá salvar as crianças. Quando Ezekiel sai, Daryl percebe Judith sentada no sofá, e pergunta por que ela não está com as outras crianças. Judith insiste que ela pode lutar. Daryl diz que sabe que ela pode, e pede desculpas a Judith por fazê-la ver os corpos de Felix e Penny. Judith diz que eles eram apenas caminhantes, e afirma que não está assustada. Daryl diz que ele pode estar assustado, e Judith diz que está preocupada com R.J. (Antony Azor), sua mãe (Danai Gurira) e Daryl. Daryl garante a ela que não há vergonha nisso, já que ela sabe pelo que está lutando. Judith revela que reparou a asa no colete de Daryl, que agradece pelo presente, antes de fazê-la prometer que, se Ezekiel for buscá-la, ela o acompanhará, independentemente de saber onde Daryl está. Judith promete depois de alguma hesitação, e os dois se abraçam. Do lado de fora, Carol se aproxima de Daryl e pede que ele não a odeie. Daryl garante que ele nunca a odiará, antes de sair. Ele pega uma estrela da manhã e sai para a batalha.
Enquanto todos estão reunidos nas linhas de frente, Kelly coloca as mãos no chão e confirma que a horda está próxima. A horda logo surge dos arbustos e se aproxima da comunidade. Os caminhantes são momentaneamente parados pela cerca elétrica, mas logo a atravessam e se aproximam da segunda linha de defesa. Aaron ordena que os sobreviventes se dividam. Os sobreviventes que empunham escudos reforçam a cerca improvisada de arame farpado, enquanto os sobreviventes empunhados com armas brancas começam a matar os caminhantes. Enquanto isso, os arqueiros ficam nos muros lançando flechas na horda. Por trás da horda, Beta ordena aos Sussurradores que lancem a seiva que coletaram usando catapultas improvisadas, encharcando a maioria dos guerreiros e os muros de Hilltop. Em seguida, os Sussurradores lançam flechas de fogo nas linhas de frente, incendiando um guerreiro. Negan fica intrigado, pois achava que Alpha queria que os sobreviventes se juntassem a eles. Alpha garante a Negan que eles se juntarão, mas como parte de sua horda. Sem escolha, os guerreiros começam a recuar em direção a Hilltop, mas ficam presos quando os Sussurradores lançam outra rajada de flechas de fogo nos muros, incendiando a comunidade e deixando-os presos junto com a horda..

## Produção
O episódio foi escrito por Vivian Tse e Julia Ruchman e dirigido por Michael Satrazemis. 

## Recepção

### Crítica
Morning Star recebeu críticas medianas. No Rotten Tomatoes, o episódio teve uma taxa de aprovação de 93%, com uma pontuação média de 7,56 de 10, com base em 14 avaliações. O consenso crítico do site diz: "Antes de terminar com um espetacular cliffhanger, "Morning Star" coloca a equipe de Hilltop contra os Sussurradores em uma batalha habilmente encenada que promete um final sangrento para esta temporada." Jeff Stone, da IndieWire, deu ao episódio uma nota C+, justificando que o episódio é quase todo focado em simpatizar os personagens com o público, e que há personagens demais em cena, complementando que não há com o que se impressionar. Para Matt Fowler, da IGN, o episódio conta bem sua história, reunindo os personagens e forçando-os a a lutar contra probabilidades surpreendentes. As cenas de Eugene e Rosita foram elogiadas por ele. Ele deu ao episódio nota 8 de 10. Segundo Erik Kain, da Forbes, Morning Star foi um episódio sólido, bom. Ele elogiou o trabalho de Norman Reedus no episódio, além de dizer que o episódio fez ele se importar com personagens menos significantes, como Rosita e Luke.

### Audiência
O episódio teve um total de 2.92 milhões de espectadores em sua exibição original na AMC na faixa de 18-49 anos de idade. Apresenta queda de 0.24 pontos de audiência em relação ao episódio anterior e foi o primeiro episódio da história da série a apresentar audiência abaixo de 3 pontos.